# 克拉伦斯·麦克罗
克拉伦斯·麦克罗（英語：Clarence McKerrow，1877年1月18日—1959年10月20日），生于蒙特利尔，加拿大男子棍网球运动员。他曾代表加拿大参加1908年夏季奥林匹克运动会棍网球比赛，获得一枚金牌。